# 호타루다역
호타루다역(일본어: 螢田駅)은 일본 가나가와현 오다와라시에 위치한 오다큐 전철 오다와라선의 역이다. 역 번호는 OH 45이다.

## 역 구조
상대식 승강장 2면 2선의 지상역이다. 동서로 두 플랫폼에는 다른 개찰구가 배치되어 있고, 플랫폼 간 과선교로 연결되어 있다. 동쪽은 종일, 서쪽은 시간대마다 역무원이 배치되어 있다. 당역을 포함한 가이세이 ~ 오다와라역 구간의 중간역 4역은 승강장 유효 길이가 120m(20m차 6량 편성분)으로 10량 편성의 급행은 전 열차가 통과한다.
역은 동쪽을 기준으로 하여 1번 승강장으로 정한다.

### 타는 곳
| 번호 | 노선       | 방향 | 방면                             |
| ---- | ---------- | ---- | -------------------------------- |
| 1    | 오다와라선 | 하행 | 오다와라·하코네유모토 방면       |
| 2    | 오다와라선 | 상행 | 사가미오노·신주쿠· 지요다선 방면 |

- 2016년 3월 26일 실시의 다이아 개정 이후 낮 시간대의 완행은 모두 신마쓰다 ~ 오다와라역 구간 열차만 되어 사가미오노, 혼아쓰기 방면에서 당역을 오가는 경우에는 반드시 신마쓰다역에서 환승이 필요하다.

## 역 주변
동쪽 출입구에 작은 역앞 광장이 있다.
- 호타루다 역앞 우체국
- 사가미 신용 금고 호타루다 지점
- 코웨이 공업 복싱 도장
- 오다와라시립 이즈미 중학교
- 오다와라시립 히가시토미즈 초등학교
- 가나가와현립 오다와라 양호학교
- 오다와라시 종합 문화 체육관·오다와라 아레나
- 아유자와 강
- 조호쿠 타운 센터 이즈 주민 창구

## 역사
- 1952년 4월 1일: 영업 개시. 완행과 준급의 정차역이 됨.
- 1960년 3월 25일: 통근준급이 설정되어 정차역이 됨.
- 1964년 11월 5일: 통근준급이 폐지됨.
- 1983년 3월 22일: 일부 급행의 정차역이 됨.
- 2008년 3월 15일: 신마쓰다 이서 구간에 준급이 다니지 않는 관계로 준급 정차역에서 해제.

## 사진

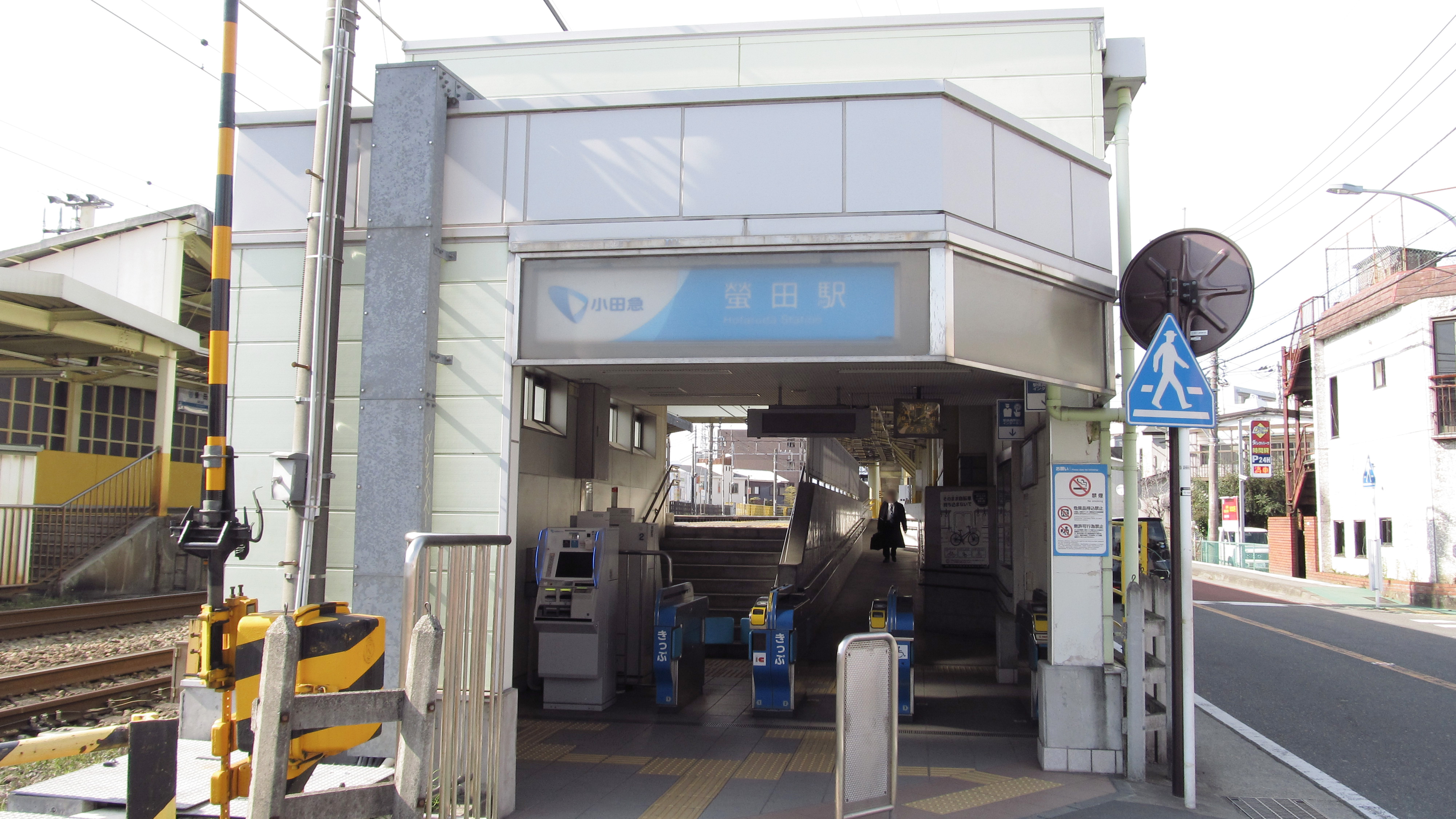
동쪽 역사

## 인접역
| 오다큐 오다와라선        | 오다큐 오다와라선 | 오다큐 오다와라선            |
| ------------------------ | ----------------- | ---------------------------- |
| OH 44 도미즈 신주쿠 방면 | ■ 각역정차        | 아시가라 OH 46 오다와라 방면 |